# 左法尔
左法尔（思高本）或琐法（和合本），英文作，希伯来文作‎，是《圣经》中约伯的三位朋友之一，其身份为纳阿玛人（思高本），亦作拿玛人（和合本）。他在《约伯传》中与其他两位朋友一起劝解约伯。